# Morpho helenor coelestis
Morpho helenor coelestis es una de las subespecies que integran la especie M. helenor, un lepidóptero ditrisio nimfálido del género Morpho. Habita en regiones selváticas de Sudamérica.

## Taxonomía y características
Este taxón fue descrito originalmente en el año 1866 por el entomólogo inglés Arthur Gardiner Butler.

## Distribución geográfica
Morpho helenor coelestis se distribuye en el centro de Sudamérica. Es una especie común en Bolivia, tanto en  los Yungas como también hacia el norte y noreste del país, en ambientes de selvas pluviales de llanura y montanas, siendo colectada en altitudes que comprenden desde inferiores a 100 m hasta 1600 m s. n. m..
Hacia el sur llegaría hasta las selvas montanas de las yungas del noroeste de la Argentina.

## Costumbres
Morpho helenor coelestis es una mariposa grande, llamativa, de vuelo poderoso, lento, ondulante, a baja o media altura, con habituales planeos y bruscos aleteos, generalmente recorriendo senderos en sectores umbríos y húmedos de las selvas donde habita. Se posa sobre frutos fermentados que caen al piso, o sobre excrementos. Al ser asustada se aleja de la amenaza hacia sectores densos volando rápida y erráticamente para desorientar a la fuente de peligro, aumentando la celada posándose de repente para quedar totalmente quieta y con las alas cerradas, confiando en su mimetismo alar ventral.
Las larvas u orugas de Morpho helenor se alimentan de las hojas de Genipa americana, Inga, Machaerium y  Platymiscium.